# San Javier (Santa Cruz)
San Javier è un comune (municipio in spagnolo) della Bolivia nella provincia di Ñuflo de Chávez (dipartimento di Santa Cruz) con 15.874 abitanti (dato 2010)
La città è conosciuta come parte delle Missioni gesuite del Chiquitos, che è dichiarato nel 1990 Patrimonio dell'umanità.

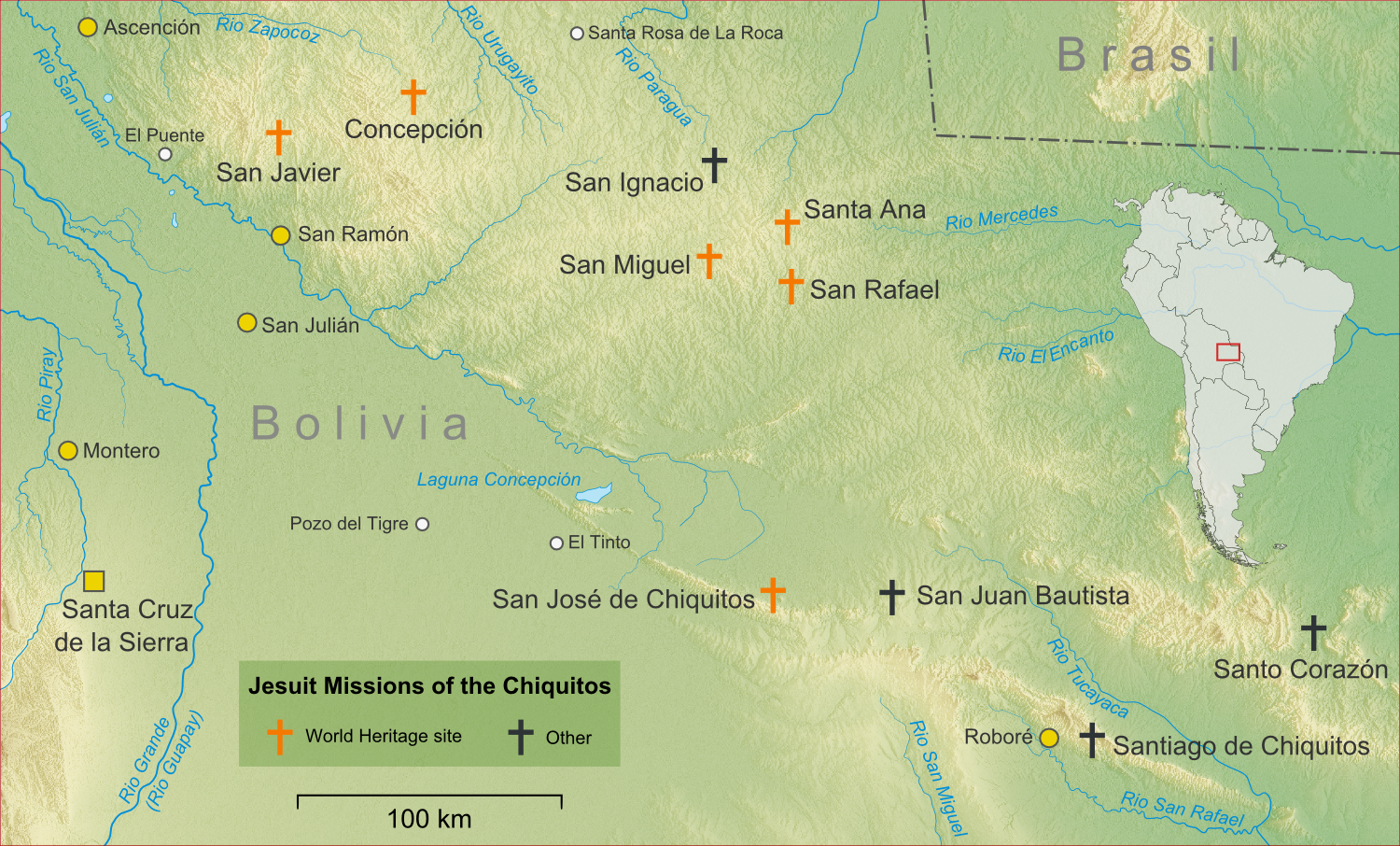
Posizione del missioni dei gesuite del Chiquitos con i confini nazionali di oggi